# Werner-Jaeger-Halle

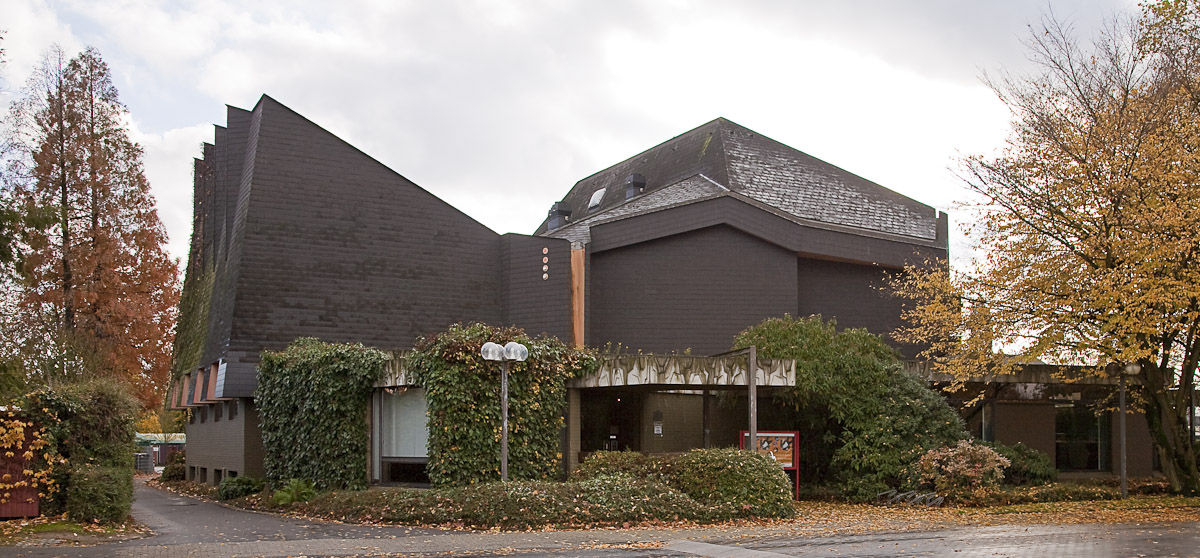
Die Werner-Jaeger-Halle aus Richtung Norden

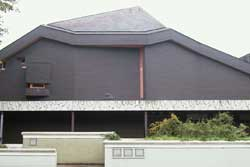
Die Rückseite der Werner-Jaeger-Halle vom Werner-Jaeger-Gymnasium aus betrachtet

Die Werner-Jaeger-Halle wurde 1974 in Lobberich als Aula des Werner-Jaeger-Gymnasium errichtet und wird auch für öffentliche Theater-, Konzerte- und sonstige Aufführungen genutzt. Sie ist ein Theater mit 517 Plätzen und städtische Galerie der Stadt Nettetal. Benannt ist die Halle nach Werner Jaeger, einem der führenden Klassischen Philologen des 20. Jahrhunderts, der in Lobberich geboren wurde.
Die Halle wird seit 2019 umfangreich saniert, modernisiert und im Foyerbereich erweitert. Bisher fremdgenutzte Räume werden für moderne Haus- und Bühnentechnik integriert. Es erfolgt die Errichtung eines neuen Dachstuhls und einer neuen Fassade. Die Erschließung für Besucher wird verändert. 
Bei den Arbeiten wurden PCB und Asbest entdeckt. Deren Entfernung und Entsorgung sowie andere Faktoren haben dazu beigetragen, dass die Sanierung deutlich teurer ist als ursprünglich prognostiziert.
Nach einer Schätzungen wird die Sanierung 24 Millionen Euro kosten und bis Mitte 2026 dauern.